# İlhan Palut
İlhan Palut (Reyhanlı, 12 novembre 1976) è un allenatore di calcio, dirigente sportivo ed ex calciatore turco, di ruolo centrocampista, tecnico del Çaykur Rizespor.

## Palmarès

### Allenatore

#### Competizioni nazionali
- TFF 2. Lig: 1

Hatayaspor: 2017-2018 (gruppo bianco)